# Södra Bäckasjön (Kyrkhults socken, Blekinge)
Södra Bäckasjön är en sjö i Olofströms kommun i Blekinge och ingår i Skräbeåns huvudavrinningsområde.